# Dennis Wüsthoff
Dennis Wüsthoff (ur. 9 września 1992 roku) – niemiecki kierowca wyścigowy.

## Kariera

### LO Formel Lista Junior
Wüsthoff rozpoczął karierę w jednomiejscowych samochodach wyścigowych w wieku 18 lat w 2010 roku w LO Formel Lista Junior. Z dwoma podiami i 70 punktami ukończył sezon na 7 pozycji w klasyfikacji generalnej. W kolejnym sezonie startów było już znacznie lepiej. Niemiec wywalczył tytuł wicemistrzowski w serii. Stało się tak dzięki 3 zwycięstwom i 9 podiom. 173 punkty pozwoliły mu właśnie zająć 2 pozycję.

### Formuła Renault
W 2012 roku Wüsthoff rozpoczął stary w Europejskim Pucharze Formuły Renault 2.0 oraz w Północnoeuropejskim Pucharze Formuły Renault 2.0. Kiedy w europejskiej serii nie był klasyfikowany, w północnoeuropejskiej edycji po 20 wyścigach miał na koncie 88 punktów. Tak zakończył sezon na 18 lokacie w klasyfikacji generalnej kierowców.

## Statystyki
| Sezon | Seria                                         | Zespół        | Wyścigi | Zwycięstwa | PP | NO | Podium | Punkty | Pozycja |
| ----- | --------------------------------------------- | ------------- | ------- | ---------- | -- | -- | ------ | ------ | ------- |
| 2010  | LO Formel Lista Junior                        | Daltec Racing | 12      | 0          | 0  | 1  | 2      | 70     | 7       |
| 2011  | LO Formel Lista Junior                        | Daltec Racing | 12      | 3          | 1  | 3  | 9      | 173    | 2       |
| 2012  | Europejski Puchar Formuły Renault 2.0         | EPIC Racing   | 2       | 0          | 0  | 0  | 0      | 0      | NS      |
| 2012  | Północnoeuropejski Puchar Formuły Renault 2.0 | Daltec Racing | 20      | 0          | 0  | 0  | 0      | 88     | 18      |